# Avco World Trophy

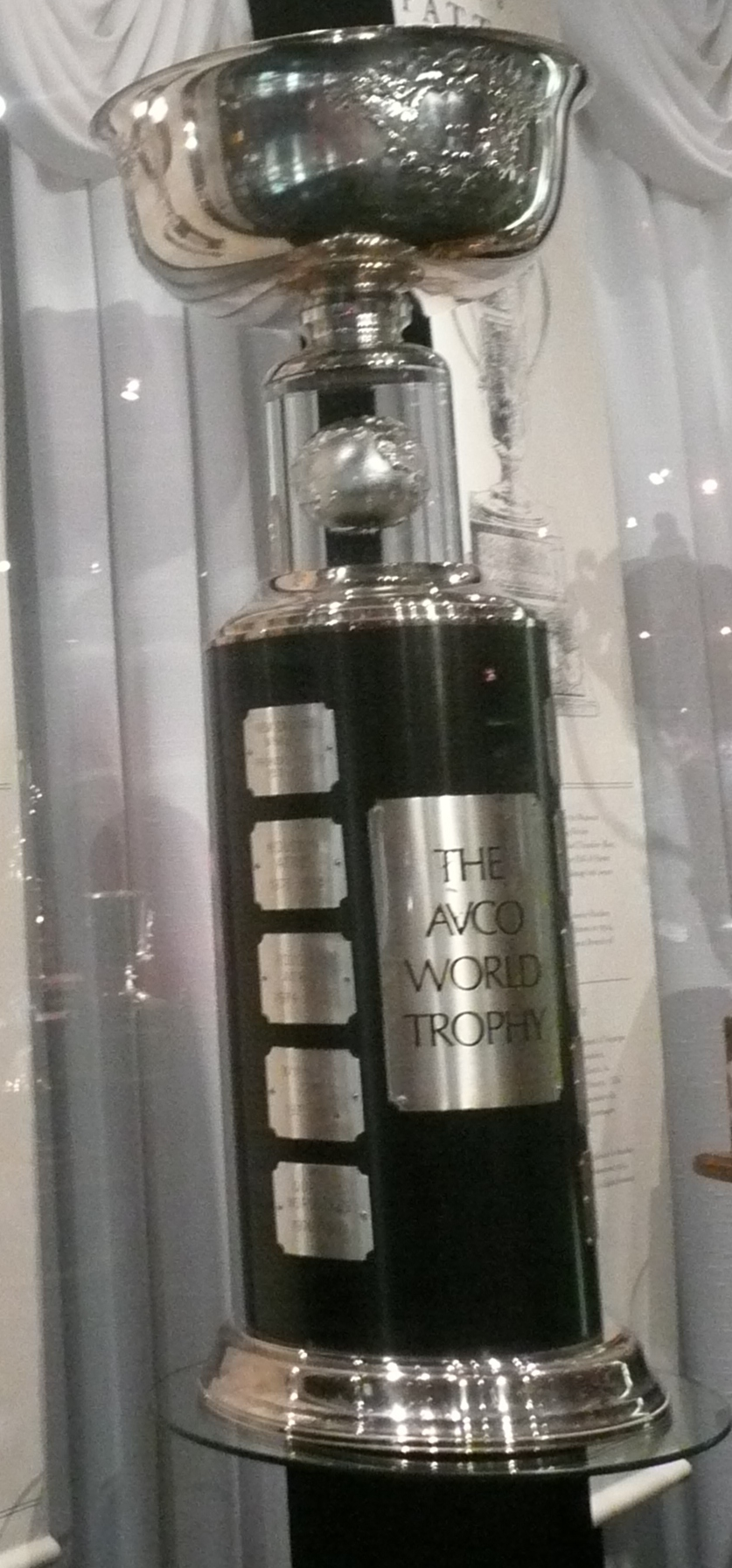
AVCO World Trophy.

AVCO World Trophy, eller Avco Cup var WHA:s motsvarighet till NHL:s Stanley Cup, det vill säga den pokal som vinnande lag i slutspelet fick. Avco cup pågick mellan 1972 och 1979. Pokalen var sponsrad av företaget "Avco" och främst dess finansbolag, medan moderbolaget hade förgreningar inom försvarsindustrin.
Mest framgångsrika lag i Avco Cup var Winnipeg Jets med tre segrar i fem finaler samt Houston Aeros med två vinster på tre raka finaler.

## Vinnare och finalister
| Säsong | Mästare             | Finalist            | Resultat |
| ------ | ------------------- | ------------------- | -------- |
| 1973   | New England Whalers | Winnipeg Jets       | 4–1      |
| 1974   | Houston Aeros       | Chicago Cougars     | 4–0      |
| 1975   | Houston Aeros       | Quebec Nordiques    | 4–0      |
| 1976   | Winnipeg Jets       | Houston Aeros       | 4–0      |
| 1977   | Quebec Nordiques    | Winnipeg Jets       | 4–3      |
| 1978   | Winnipeg Jets       | New England Whalers | 4–0      |
| 1979   | Winnipeg Jets       | Edmonton Oilers     | 4–2      |